# 藤原葛野麻吕
藤原葛野麻吕（日语：／ Fujiwara no Kadanomaro；755年—818年），是日本奈良時代至平安時代初期的公卿，為大纳言藤原小黑麻吕的长子。

## 經歷
延历初年（782年）担任正六位上的官爵，之后又进封从五位下的官爵。接着历任陆奥介（陆奥国的长官）、少纳言、右少辨，兼任春宫亮、左右中辨、春宫大夫、伊豫守，迁任右大辨、太宰大贰。延历二十年（公元801年），被任命为遣唐大使，兼越前守。临出发前，在大殿之上举行饯行宴会，都依照汉朝时的礼仪。桓武天皇在御床之下赐酒，并作和歌慰劳他。藤原葛野麻吕对天皇的恩宠十分感动，落下了眼泪，左右的侍从也非常羡慕他。桓武天皇赐给藤原葛野麻吕御被三领、御衣一袭、黄金二百两。在辞行前的会面中，藤原葛野麻吕又接受了天皇赐予的节刀。但是这次出使唐朝因为暴风雨袭击船队而不得不返航。延历二十三年（公元804年），进爵为从四位上。之后又一次渡海出使唐朝，佛教高僧最澄、空海也在出使团队之中，在大殿上举行饯行宴会的时候，天皇下令奏乐，并赐给藤原葛野麻吕宝琴一张。经过十个月的旅行，遣唐使团一行抵达长安（今西安），藤原葛野麻吕在宣化殿谒见了唐德宗。延历二十四年（公元805年），恰逢唐德宗驾崩，唐顺宗即位，后来使团一行返回日本，藤原葛野麻吕因为出使唐朝的功劳被进封为从三位，位列公卿。大同元年（公元806年），出任参议、兼任式部卿，又担任东海道观察使，不久担任中纳言，进封正三位，兼任皇太弟傅。大同五年（公元810年）藤原药子之变发生，藤原葛野麻吕向平城上皇进谏，可是上皇没有采纳。药子之变失败以后，嵯峨天皇认为藤原葛野麻吕与藤原药子有姻亲关系，想要定他的重罪。由于多入鹿向天皇证明藤原葛野麻吕的无辜，才没有治他的罪。不久迁任民部卿。弘仁九年（公元818年）十一月十日，藤原葛野麻吕去世，享年六十四岁。他临终时担任的官职是正三位中纳言。

## 家族成员
父亲：藤原小黑麻吕
母亲：秦嶋麻吕的女儿
妻子：伊苏志总麻吕的女儿
儿子：藤原永宗
妻子：菅野池成的女儿
儿子：藤原常嗣
妻子：和气清麻吕的女儿
儿子：藤原氏宗
妻子：山轮王的女儿
儿子：藤原安栋
生母不明的儿子：
藤原常永
藤原丰宗
藤原高贞
藤原弟贞
藤原后继
藤原是绪